# ベースボールマガジン
ベースボールマガジン（Baseball Magazine）は、ベースボール・マガジン社（BBM）から発行されている野球雑誌。『ベースボール・マガジン』と表記される場合もある。

## 概要

### 歴史

#### 創刊 - 1965年
1911年 - 1959年にかけて、博文館→博友社より発売・発行していた『野球界』で編集長を務めた経験のある池田恒雄が、戦後の1946年4月20日に創刊した雑誌である（当初の発行元は池田が興した恒文社。また、創刊後の5月3日に編集プロダクションとしてBBMを興した）。当初は月刊だった（月2回刊の時期もあり）。
戦後初期、再開直後の日本プロ野球では大下弘や川上哲治らスター選手全盛の頃、野球専門誌が乱立する時代が多かったが、そのリーダー的な雑誌として発行された（創刊号の表紙も大下の写真が起用された）。
1951年、3月20日付けでBBMが株式会社化した事に伴い、同年4月号より発行元を同社へ移行。
1958年3月発売の4月号（13巻7号=通算194号）を最後に、週刊化し『週刊ベースボール』として新装する形で創刊、通算巻数（1年=1巻）・巻次も週刊へ引き継がれた（創刊号となる4月16日号は13巻8号として刊行）。一月おいて6月号より復刊、巻次はリセットされ1巻1号となったが通算号数は引き継がれ195号として刊行した。以降週刊と並行して1965年まで刊行したが休刊。

#### 1970年代 - 現在
その後1972年から1974年までの季刊化（1972年春季号=1巻1号 - 1974年冬季号=3巻1号）を経て、1977年5月発売の6月号で再び月刊として復刊。
1982年12月発売の1983年冬季号（書店に並ぶのは12月だが、記載されている発行日は翌年1月なので、1982年12月発売でも1983年冬季号となることに注意）より年間4回発行の季刊雑誌となり、毎回野球界の話題を1つのテーマにしぼって取り上げている。特に春季号（3月発行）ではその年のシーズンの展望や選手名鑑を掲載していた（選手名鑑は別冊付録）。冬季号（12月発行）ではシーズン総決算号を掲載していたが、2005年よりシーズン総決算号は『週刊ベースボール』の増刊となった。
2007年5月発売の7月号から隔月刊となり、奇数月に発売されている。現在のバックナンバー（通算巻数・号数）は、1977年6月号からカウントされている。
2016年夏から南魚沼産コシヒカリ「ベーマガ米」の販売を開始。ベースボール・マガジン社創業者・池田恒雄の出身地は新潟県魚沼市で、新潟県南魚沼市には新潟支社がある。
編集長交代に伴い2017年4月号より再び月刊化。

### 増刊
かつては、増刊号も発行していたが、野球に限らず、様々なスポーツを扱っていた。『相撲』や『週刊プロレス（旧題号：「プロレス」「プロレス&ボクシング」）』も元々はベースボールマガジンの増刊として発行されていた。また、その名残で「プロレス」「プロレス&ボクシング」では長らく本誌の題字・題号が上に表示されていた。

## これまでのテーマ
前述の理由により、冬→春→夏→秋のサイクルで1年になっていることに注意。

### 1980年代
- 1983年冬 - ジャイアンツ50周年前夜
- 1983年春 - 1983年プロ野球ペナントレース開幕展望号
- 1983年夏 - スター選手がチャンスをつかんだとき
- 1983年秋 - 厳しい競争社会を生き抜くプレーヤーたちの生きざま
- 1984年冬 - 1983年プロ野球総集編
- 1984年春 - 1984年プロ野球ペナントレース開幕展望号
- 1984年夏 - 苦境から脱出した"勝負師"たち
- 1984年秋 - 勝つための条件
- 1985年冬 - プロ野球にみる「戦略」と勝負のメカニズム
- 1985年春 - 1985年プロ野球ペナントレース開幕展望号
- 1985年夏 - いま、プロ野球にわきあがる英雄待望論
- 1985年秋 - 新旧交代期の人間ドラマ
- 1986年冬 - 1985年プロ野球総集編
- 1986年春 - 1986年プロ野球ペナントレース開幕展望号
- 1986年夏 - 若者が逞しい男になって登場するとき
- 1986年秋 - 事件！騒動の舞台裏
- 1987年冬 - 1986年プロ野球総決算号
- 1987年春 - 1987年プロ野球ペナントレース開幕展望号
- 1987年夏 - ザ・プロフェッショナル
- 1987年秋 - プロ野球における「10代」大研究
- 1988年冬 - 1987年プロ野球総決算号
- 1988年春 - 1988年プロ野球ペナントレース開幕展望号
- 1988年夏 - 萌える！若い季節
- 1988年秋 - ザ・怪物
- 1989年冬 - 1988年プロ野球総決算号
- 1989年春 - 1989年プロ野球ペナントレース開幕展望号
- 1989年夏 - エキサイティング・ペナントレースの演出者「監督」
- 1989年秋 - 平成元年を彩る男たち

### 1990年代
- 1990年冬 - 1989年プロ野球総決算号
- 1990年春 - 1990年プロ野球ペナントレース開幕展望号
- 1990年夏 - プロ野球青春ジャスト'90
- 1990年秋 - 平成の魅力的投手大研究
- 1991年冬 - 1990年プロ野球総決算号
- 1991年春 - 1991年プロ野球ペナントレース開幕展望号
- 1991年夏 - 夢を抱かせてくれるバッター-強打者
- 1991年秋 - 魅力あるプロ野球へ-個性派主義!
- 1992年冬 - 1991年プロ野球総決算号
- 1992年春 - 1992年プロ野球ペナントレース開幕展望号
- 1992年夏 - 日本プロ野球の外国人選手
- 1992年秋 - 監督-熱きドラマを演出する男たち
- 1993年冬 - 1992年プロ野球総決算号
- 1993年春 - 1993年プロ野球ペナントレース開幕展望号
- 1993年夏 - 背番号は生きている
- 1993年秋 - 栄光の日本シリーズ
- 1994年冬 - 1993年プロ野球総決算号
- 1994年春 - 1994年プロ野球ペナントレース開幕展望号
- 1994年夏 - 日本プロ野球 外国人選手
- 1994年秋 - プロ野球の華・本塁打がすごい!
- 1995年冬 - 1994年プロ野球総決算号
- 1995年春 - 1995年プロ野球ペナントレース開幕展望号
- 1995年夏 - 痛快! 三振ショー
- 1995年秋 - イチローだ!野村謙二郎だ!「一番打者」だ！!
- 1996年冬 - 1995年プロ野球総決算号
- 1996年春 - 1996年プロ野球ペナントレース開幕展望号
- 1996年夏 - 救援投手
- 1996年秋 - 外国人選手
- 1997年冬 - 1996年プロ野球総決算号
- 1997年春 - 1997年プロ野球ペナントレース開幕展望号
- 1997年夏 - 野球場 ドーム新時代のスターたち
- 1997年秋 - 盗塁・走塁 「走」の時代を駆け抜ける
- 1998年冬 - 1997年プロ野球総決算号
- 1998年春 - 1998年プロ野球ペナントレース開幕展望号
- 1998年夏 - 背番号&ユニフォーム特集 背番号は生きている
- 1998年秋 - 勝負を決める! 四番打者＆本塁打
- 1999年冬 - 1998年プロ野球総決算号
- 1999年春 - 1999年プロ野球ペナントレース開幕展望号
- 1999年夏 - 監督
- 1999年秋 - ルーキーイヤー

### 2000年代
- 2000年冬 - 1999年プロ野球総決算号
- 2000年春 - 2000年プロ野球ペナントレース開幕展望号
- 2000年夏 - 球史に輝く ノーヒットノーラン
- 2000年秋 - 20世紀の日本のプロ野球外国人選手（1952-2000）
- 2001年冬 - 2000年プロ野球総決算号
- 2001年春 - 2001年プロ野球ペナントレース開幕展望号
- 2001年夏 - 野球場特集
- 2001年秋 - 左投手・左打者特集
- 2002年冬 - 2001年プロ野球総決算号
- 2002年春 - 2002年プロ野球ペナントレース開幕展望号
- 2002年夏 - 日本プロ野球を彩ったユニフォーム＆背番号
- 2002年秋 - プロ野球事件史
- 2003年冬 - 2002年プロ野球総決算号
- 2003年春 - 2003年プロ野球ペナントレース開幕展望号
- 2003年夏 - キャッチャー大特集
- 2003年秋 - 奪三振大特集
- 2004年冬 - 2003年プロ野球激戦の軌跡
- 2004年春 - 2004年プロ野球ペナントレース開幕展望号
- 2004年夏 - 守備で魅せる!
- 2004年秋 - 球団興亡史
- 2005年冬 - 2004プロ野球総決算号「激動」
- 2005年春 - 2005 BASEBALL CALENDAR
- 2005年夏 - 蘇る黄金の70年代プロ野球
- 2005年秋 - 80年代プロ野球 若大将たちの季節
- 2006年冬 - 近くて遠い90年代プロ野球
- 2006年春 - 開幕&名鑑2大特集
- 2006年夏 - 背番号の美学 受け継がれる魂
- 2006年秋 - 魔球伝説
- 2007年冬 - 球界スター列伝 時代が求めた男たち
- 2007年春 - 終わらない松坂伝説/2007プロ野球開幕展望
- 2007年7月 - 監督の群像
- 2007年9月 - プロ野球 職人列伝
- 2007年11月 - チーム愛の美学
- 2008年1月 - 日本野球、世界との邂逅
- 2008年3月 - いつも、心に、ユニフォーム
- 2008年5月 - ルーキー絢爛/2008プロ野球大展望
- 2008年7月 - 夢を乗せた大記録
- 2008年9月 - 高校球児だったころ
- 2008年11月 - 黄金時代、極めれり
- 2009年1月 - 背中に秘めたエースのプライド
- 2009年3月 - 平成駆けて、20年
- 2009年5月 - 知りたい記録が、ここにある
- 2009年7月 - バットがなければ、はじまらない
- 2009年9月 - グラブに想いを。
- 2009年11月 - パ・リーグ60年 魂の物語

### 2010年代
- 2010年1月 - セ・リーグ60年 炎の物語
- 2010年3月 - 「移籍」のドラマ チームを変える男たち!
- 2010年5月 - 心をつなぐ「背番号」
- 2010年7月 - 追憶の「逆転劇」
- 2010年9月 - 世界野球との遭遇
- 2010年11月 - 大地をつかむスパイク
- 2011年1月 - 人生を継ぐ 感動を呼ぶ逸話たち
- 2011年3月 - 不撓不屈 くじけない心が織りなすドラマ
- 2011年5月 - 打撃フォームの神髄
- 2011年7月 - 輝けるルーキーたち
- 2011年9月 - 百花繚乱!! 懐かしき外国人助っ人たち
- 2011年11月 - 防御率1点台のエースたち
- 2012年1月 - 古今東西シーズン50本塁打列伝
- 2012年3月 - 新旧・日本人大リーガーの系譜
- 2012年5月 - 古今東西・開幕戦のドラマ
- 2012年7月 - 打者の勲章2000本安打研究
- 2012年9月 - オールスターゲームの記憶
- 2012年11月 - ノーヒッターの誘惑
- 2013年1月 - 三冠王の夢
- 2013年3月 - 世界野球基準
- 2013年5月 - 大物助っ人外国人列伝
- 2013年7月 - 二刀流の是非
- 2013年9月 - 黄金ルーキーの肖像
- 2013年11月 -  球史に残る大記録の記憶
- 2014年1月 - 運命のドラフト史 1965-2013
- 2014年3月 - 衝撃のトレード・移籍アーカイブ
- 2014年5月 - 2014プロ野球ペナントレース開幕展望＆選手名鑑大特集！
- 2014年7月 - 助っ人外国人スラッガー 最強伝説
- 2014年9月 - 広島カープ優勝伝説
- 2014年11月 - プロ野球80年最強打者80人 Legend of Legend
- 2015年1月 - プロ野球80年伝説投手80人 Legend of Legend
- 2015年3月 - 監督1年目の群像
- 2015年5月 - 勝利を呼ぶ新戦力
- 2015年7月 - 最強「右打者」論
- 2015年9月 - 追憶の1985
- 2015年11月 - 優勝
- 2016年1月 - 引退
- 2016年3月 - 創刊70年記念特集 史上最強チーム論
- 2016年5月 - 最強「左打者」論
- 2016年7月 - 勝利の方程式
- 2016年9月 - プロ野球 夏の日のドラマ
- 2016年11月 - カープ最強伝説
- 2017年1月 - 運命のドラフト
- 2017年3月 - FA戦線、異常あり
- 2017年4月 - プロ野球背番号順写真名鑑
- 2017年5月 - 20年目の横浜DeNAベイスターズ
- 2017年6月 - 80'sジャイアンツ 温故知新
- 2017年7月 - 広島東洋カープ　魂の継承
- 2017年8月 - 衝撃の球界事件簿
- 2017年9月 - 猛虎の記憶　阪神タイガース光と影
- 2017年10月 - 怪物の決断　清宮幸太郎は何処へ
- 2017年11月 - ロストボールパーク　哀愁の球場物語
- 2017年12月 - 高校生・大学生・社会人有力200選手